# Giancarlo Baghetti
Giancarlo Baghetti (Milano, Italija, 25. prosinca 1934. – Milano, Italija, 27. studenog 1995.) je bivši talijanski vozač automobilističkih utrka.

## Rezultati u Formuli 1
| Sezona | Momčad                      | Šasija      | Motor      | Utrke | Pobjede | Podiji | Bodovi | Plasman |
| ------ | --------------------------- | ----------- | ---------- | ----- | ------- | ------ | ------ | ------- |
| 1961.  | FISA Scuderia Sant Ambroeus | Ferrari 156 | Ferrari V6 | 3     | 1       | 1      | 9      | 9.      |

## Pobjede

### Formula 1
| Rb. | Sezona | Datum     | Velika Nagrada | Staza | Momčad | Šasija      | Motor              | Gume | Grid |
| --- | ------ | --------- | -------------- | ----- | ------ | ----------- | ------------------ | ---- | ---- |
| 1.  | 1961.  | 2. srpnja | VN SAD         | Reims | FISA   | Ferrari 156 | Ferrari 178 V6 1.5 | D    | 12.  |